# Darsberg (Ursensollen)
Darsberg ist ein Ortsteil der Gemeinde Ursensollen im oberpfälzer Landkreis Amberg-Sulzbach.

## Geografie
Der Weiler liegt in der östlichen Frankenalb, zwölf Kilometer südlich von Amberg auf einer Höhe von 473 m ü. NN. 

## Geschichte
Darsberg soll schon zur Zeit des heiligen Emmeram von Regensburg existiert haben. Es war zu dieser Zeit laut mündlicher Überlieferung ein großes Dorf mit einer Kirche und einem Friedhof. Das Dorf wurde während des Dreißigjährigen Krieges zerstört, nur die Kirchenglocke wurde gerettet. Diese hängt heute in der Kirche von Allersburg.
Das bayerische Urkataster zeigt Darsberg in den 1810er Jahren als eine Einöde mit zwei Herdstellen und einem kleinen Weiher.

## Infrastruktur
Heute ist Darsberg nach wie vor überwiegend forst- und landwirtschaftlich geprägt und besteht aus drei Höfen.
- Eine Gemeindestraße verbindet Darsberg nach Wollenzhofen hin. Dort verläuft die Kreisstraße AS 28 und führt zu den Nachbarorten und nach Amberg.
- Der ÖPNV bedient den Ort nicht. An der AS 28 bestehen Zustiegsmöglichkeiten zu den VGN-Buslinien 465 und 472.[3][4]